# MercurySteam
MercurySteam Entertainment, S.L. è un'azienda sviluppatrice di videogiochi, con sede a San Sebastián de los Reyes, Spagna.
Fondata da alcuni dei membri di Rebel Act Studios, l'azienda ha sviluppato titoli per vari supporti, tra cui Xbox 360, PlayStation 3 e Personal Computer.

## Prodotti sviluppati
| Videogioco                                    | Data rilascio | Piattaforma                                              |
| --------------------------------------------- | ------------- | -------------------------------------------------------- |
| American McGee Presents: Scrapland            | 2004          | Xbox, Microsoft Windows                                  |
| Zombies                                       | 2006          | Nokia 6680, Nokia N70                                    |
| Clive Barker's Jericho                        | 2007          | PlayStation 3, Xbox 360, Microsoft Windows               |
| Castlevania: Lords of Shadow                  | 2010          | PlayStation 3, Xbox 360, Microsoft Windows               |
| Castlevania: Lords of Shadow - Mirror of Fate | 2013          | Nintendo 3DS, PlayStation 3, Xbox 360, Microsoft Windows |
| Castlevania: Lords of Shadow 2                | 2014          | PlayStation 3, Xbox 360, Microsoft Windows               |
| Metroid: Samus Returns                        | 2017          | Nintendo 3DS                                             |
| Spacelords                                    | 2017          | PlayStation 4, Xbox One, Microsoft Windows               |
| Metroid Dread                                 | 2021          | Nintendo Switch                                          |
| Scrapland Remastered                          | 2021          | Microsoft Windows                                        |
| Blades of Fire                                | 2025          | PlayStation 5, Xbox Series X/S, Microsoft Windows        |